# 懿州 (唐朝)
懿州，中国唐朝时设置的州。
唐太宗貞觀四年（630年）以党项拓跋部落设置西吉州，治今四川省若尔盖县包座乡唐热村南溪口）。贞观八年（634年）改西吉州置懿州。唐高宗儀鳳二年（677年）地入吐蕃，懿州内徙绥州大斌县附近，治今陕西省横山县高镇乡。唐玄宗开元元年（713年）懿州改为淳州。